# Ciclismo ai Giochi della III Olimpiade - Venticinque miglia
La competizione delle venticinque miglia (Km. 40,233) di ciclismo dei Giochi della III Olimpiade si tenne il 5 agosto 1904 al Francis Field della Washington University di Saint Louis.

## Risultati
Non si disputarono turni eliminatori.

### Finale
| Pos. | Atleta             | Tempo         |
| ---- | ------------------ | ------------- |
| 1    | Burton Downing     | 1h10'55"      |
| 2    | Arthur Andrews     | a ½ lunghezza |
| 3    | George Wiley       | a 4 lunghezze |
| 4    | Sam LaVoice        | n/d           |
| dnf  | Charles Schlee     | -             |
| dnf  | Teddy Billington   | -             |
| dnf  | Julius Schaefer    | -             |
| dnf  | Oscar Goerke       | -             |
| dnf  | Anthony Williamsen | -             |
| dnf  | Marcus Hurley      | -             |